# Svenska mästerskapen i fälttävlan 1962
Svenska mästerskapen i fälttävlan 1962 avgjordes i Malmö . Tävlingen var den 12:e upplagan av Svenska mästerskapen i fälttävlan.

## Resultat
| Placering | Ryttare        | Häst        |
| --------- | -------------- | ----------- |
| 1         | Stig Lindbäck  | Joker IV xx |
| 2         | Caroline Asker | Fairita     |
| 3         | Caroline Asker | Sir Herold  |